# Catacombes lointaines
Les catacombes lointaines (ukrainien : Дальні печери, sont des grottes historiques et un lieu de sépultures en Ukraine à Kiev qui font partie de la laure des Grottes de Kiev. Les catacombes lointaines mesurent une longueur totale de 293 mètres.
Théodose des Grottes, l'un des fondateurs des Laures était enterré dans sa cellule qui se trouvait dans les catacombes lointaines, ses reliques furent translatées en 1091 en la cathédrale de l'Assomption.
Lors de fouilles en 1988 la cellule du moine fut située à proximité de l'église de Théodose. Les catacombes lointaines furent remaniées sous le règne de Pierre la Grand.
Les catacombes lointaines ont trois églises : l'église de Théodose, celle de la Nativité du Christ et celle de l'Annonciation à Marie.

## Galerie d'images

Catacombes lointaines
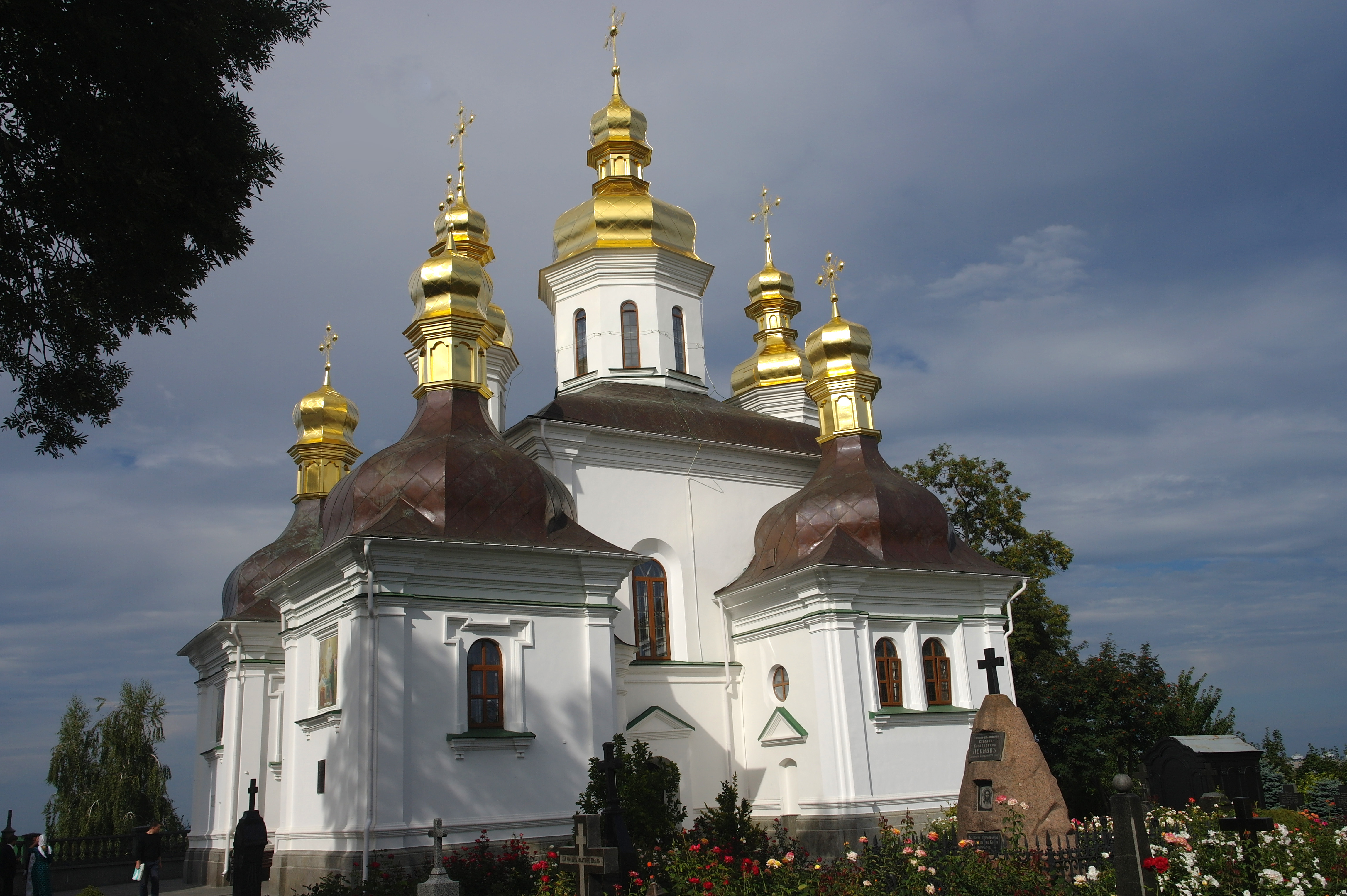
Église de la Nativité Registre national des monuments d'Ukraine [2].
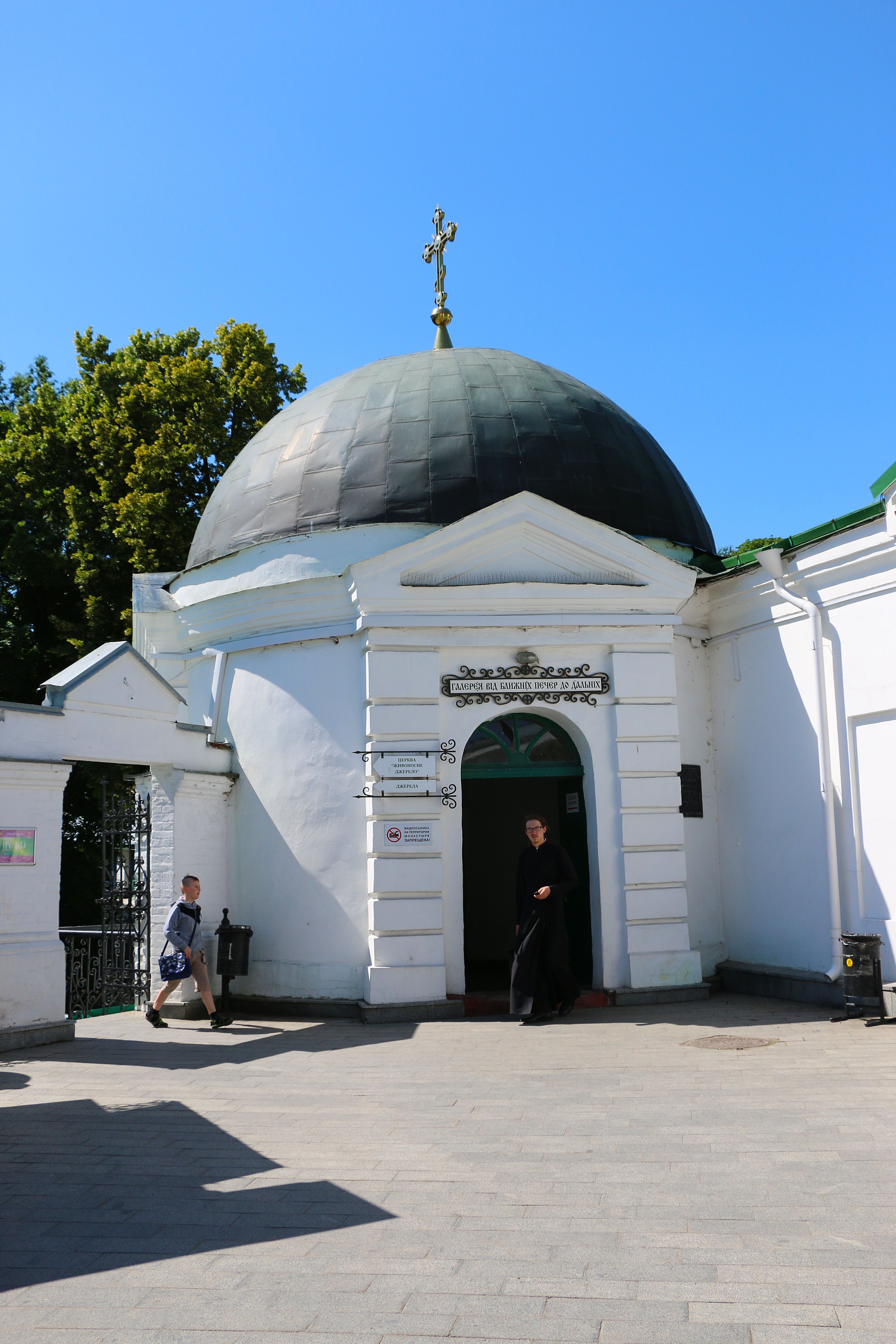
Entrée des catacombes,
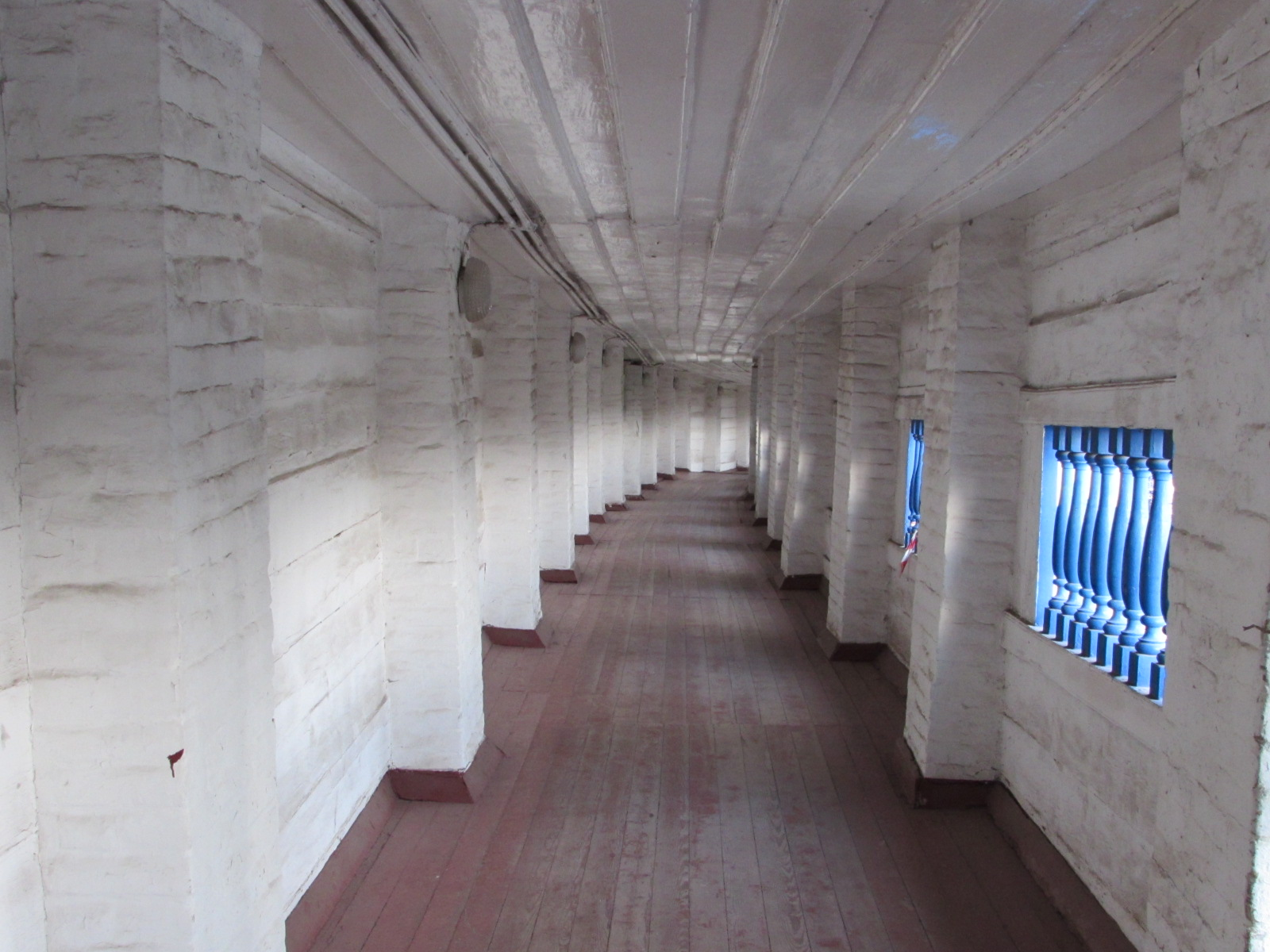
La galerie d'entrée
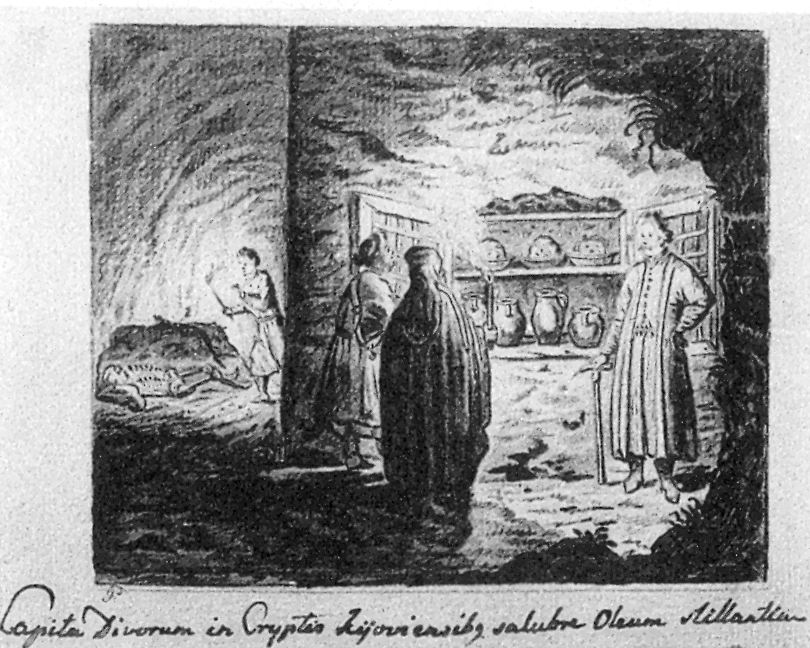
têtes de saints en 1651.
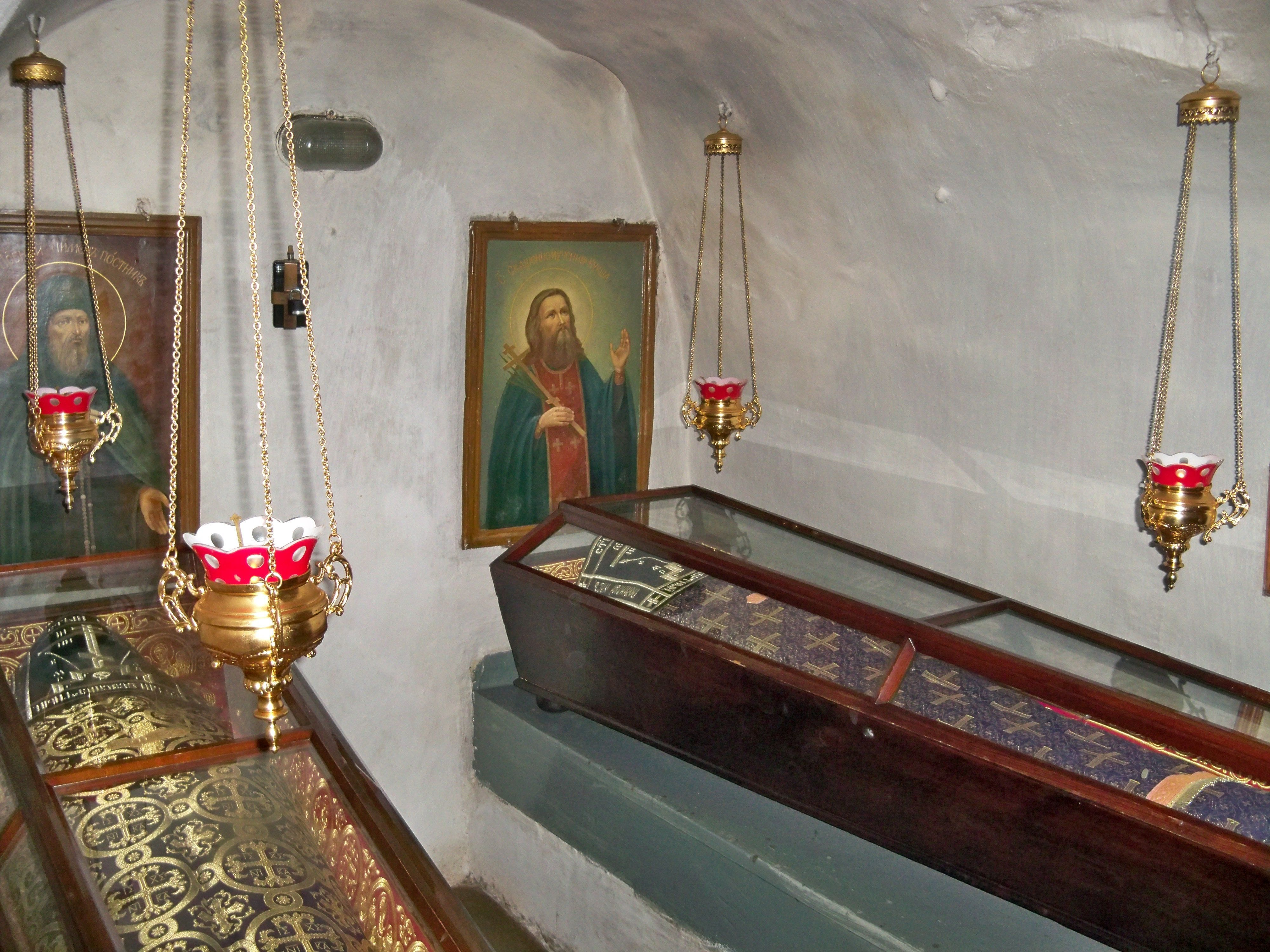
Tombes,
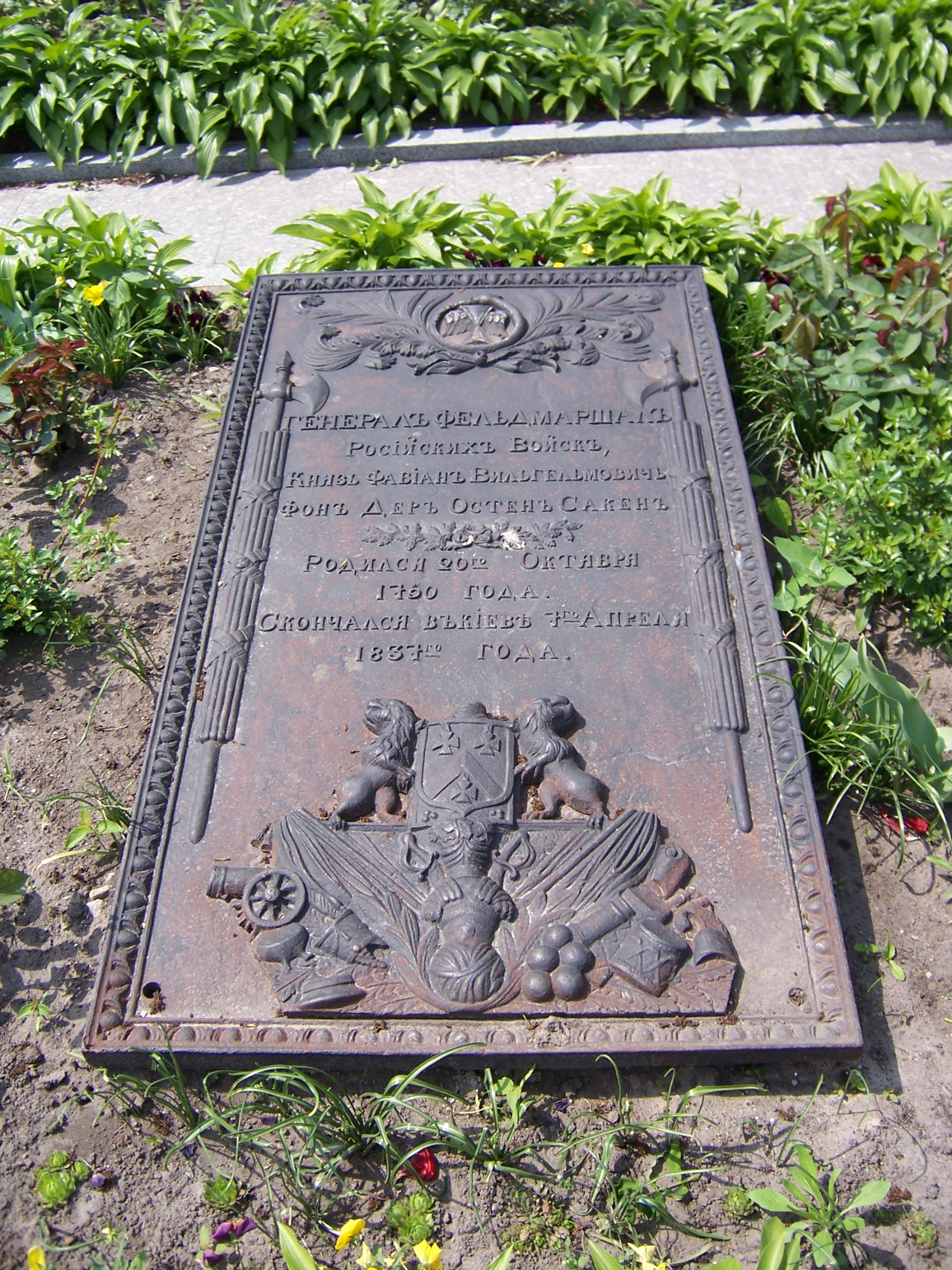
celle de Fabien Gotlieb von Osten-Sacken.

## Liens